# Hakjala
Hakjala (Duits: Hakjal) is een plaats in de Estlandse gemeente Saaremaa, provincie Saaremaa. De plaats heeft de status van dorp (Estisch: küla).
Tot in december 2014 behoorde Hakjala tot de gemeente Kaarma, tot in oktober 2017 tot de gemeente Lääne-Saare en sindsdien tot de fusiegemeente Saaremaa.

## Bevolking
Het dorp had 47 inwoners op 31 december 2011 en ook 47 inwoners op 31 december 2021.

## Geschiedenis
Hakjala werd voor het eerst genoemd in 1645 onder de naam Hakiall. Het dorp behoorde toen tot het landgoed van Pähkla.